# Vaudeville

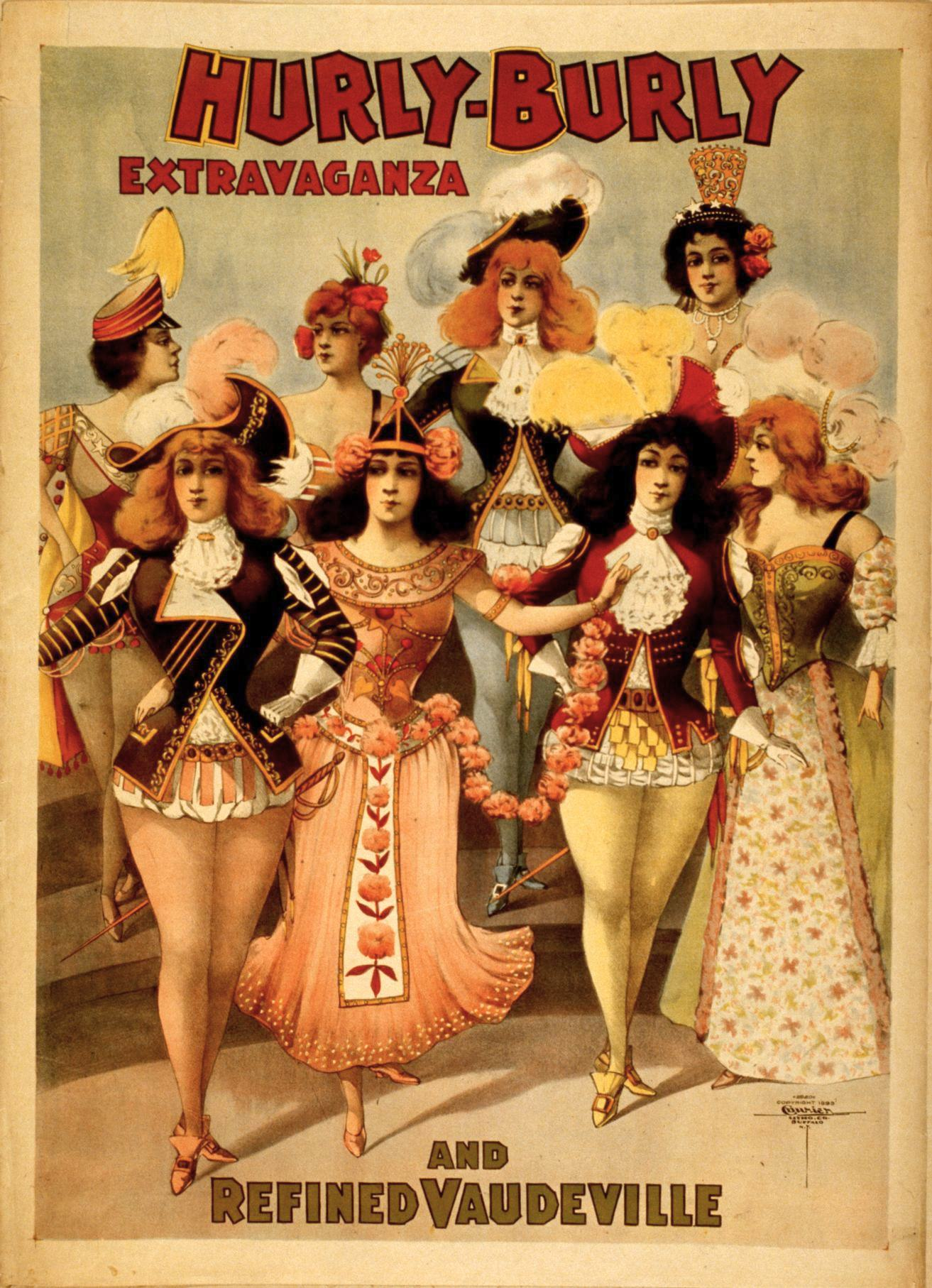
Plakát amerického vaudevillu (USA, 1899)

Vaudeville (franc. [vódevil]) znamená zábavný divadelní program se zpěvy a tanci, předchůdce operety, varieté a muzikálu.

## Historie
Původ slova není jasný. Od 15. století znamenal vaudeville obvykle žertovnou populární písničku, něco jako „šlágr“, který si lidé zpívali při práci. Ke známým a populárním melodiím se psaly nové a nové texty. Od 17. století se takové písničky objevují i v divadle, kde je publikum často zpívalo s herci. Proto se někteří domnívají, že název vznikl složením francouzských slov voix de ville - v překladu "hlas města". Od začátku 19. století znamená vaudeville lidový divadelní program s písničkami či kuplety na známé melodie. Divadla, která je uváděla, se nazývala také varieté („Théatre des variétés“).

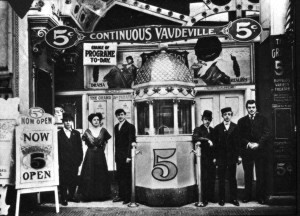
Malé vaudevillové divadlo (Buffalo, kolem 1900)

 Z vaudevillu vznikla náročnější „komická opera“ a po roce 1850 – zejména díky J. Offenbachovi opereta. Už v 19. století se vaudeville rozšířil také v USA a odtud pochází rozdílné vnímání termínu v Evropě a zámoří. Zatímco lidový vaudeville v Evropě se vyvíjel směrem k divadlu (fraška se zpěvy, opereta), v zámoří označení "vaudeville" znamenalo spíše varietní zábavný program na pomezí music-hallové revue a kabaretu, který neměl pevný začátek a souvislý děj (continuous vaudeville), zato obsahoval různá zábavná, trikově efektní, často i cirkusová čísla. V takových divadlech začínal Buster Keaton, bratři Marxové, Charlie Chaplin a Stan Laurel. V Anglii i v USA bývaly součástí vaudevillu i striptérky a erotické scény, které se rozvinuly v samostatný žánr americké burlesky. Vaudevillová divadla utrpěla s příchodem filmu a mnohá se proměnila na promítací sály. V poslední době tyto formy zábavní produkce zaznamenávají obnovený zájem a jsou inspirací pro nová filmová i divadelní díla – jako např. filmový muzikál Moulin Rouge! Baze Luhrmana, striptýzové performance Dity von Teese, koncertní vystoupení skupiny Pussycat Dolls aj.